# Alfred von Chlapowo Chlapowski

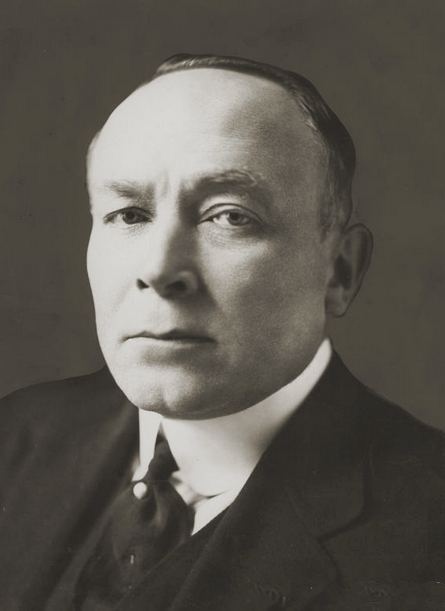
Alfred Chłapowski

Alfred von Chlapowo Chlapowski (polnisch: Alfred Stefan Franciszek Chłapowski; * 5. Oktober 1874 in Bonikowo; † 19. Februar 1940 in Kościan) war ein polnischer Minister, Diplomat und Mitglied des Deutschen Reichstags.

## Leben
Chlapowski besuchte das Mariengymnasium in Posen von 1888 bis 1894 und studierte Nationalökonomie (bes. Agrarpolitik), Jura, Geschichte und Philosophie in Berlin, Paris, Halle und München bis 1899, wo er auf der staatswirtschaftlichen Fakultät promovierte. Er übernahm die Güter Bonikowo und Chlapowo 1897 bzw. 1899. Bis 1903 bereiste er die meisten Länder Europas, Kleinasien, Nordafrika und den Sudan. Er war Mitglied des Verwaltungsrats bzw. Vorstand verschiedener Genossenschaften bzw. Vereine und Mitarbeiter verschiedener politischer Zeitungen.
Ab März 1904 war er Mitglied des Deutschen Reichstags für den Wahlkreis Posen 7 (Schrimm, Schroda) und die Polnische Fraktion. Sein Mandat hat er am 20. November 1908 niedergelegt.
1922 wurde er Abgeordneter des Sejm und vom 27. Oktober bis 14. Dezember 1923 war er polnischer Landwirtschaftsminister.
Am 22. März 1924 wurde er Gesandter und vom 27. November 1924 bis 20. Juni 1936 war er polnischer Botschafter in Frankreich.
Nach dem deutschen Überfall auf Polen wurde er verhaftet und starb im Gefängnis in Kościan.